# حلزون‌ماهی چشم‌بزرگ
حلزون‌ماهی چشم‌بزرگ (نام علمی: Temnocora candida) نام یک گونه از تیره حلزون‌ماهی است.